# Iwaszkiwci (obwód winnicki)
Iwaszkiwci (ukr. Івашківці) – wieś na Ukrainie, w obwodzie winnickim, w rejonie szarogrodzkim.
Pierwsza wzmianka o miejscowości pochodzi z 1450 roku.